# 罗娜·马丁
罗娜·马丁（英語：Rhona Martin，1966年10月12日—），苏格兰女子冰壶运动员。她曾代表英国获得2002年冬季奥运会女子冰壶比赛金牌。她也参加了2006年冬季奥运会，结果获得第五名。